# Hans Bach
Johannes Bach, detto Hans (Wechmar, 1570 ? – Wechmar, 1626), è stato un musicista tedesco, antenato di Johann Sebastian Bach.

## Biografia
Poco si sa della sua vita: figlio di Veit Bach, fu mugnaio e carpentiere. Successivamente studiò musica presso il castello di Grimmenstein, a Gotha, con Matz Ziesecke.
Divenne trombettista municipale di Gotha, e, dal 1577, suonò nelle orchestre di Arnstadt, Eisenach, Erfurt, Schmalkalden e Suhl. Nei documenti figura come Spielmann (suonatore). Morì probabilmente durante la guerra dei trent'anni.
Ebbe tre figli, anch'essi musicisti:
- Johannes, capostipite del ramo di Erfurt
- Christoph, capostipite del ramo di Eisenach
- Heinrich, capostipite del ramo di Arnstadt.